# Joseph Maria Olbrich
Joseph Maria Olbrich (ur. 22 grudnia 1867 w Opawie, zm. 8 sierpnia 1908 w Düsseldorfie) – austriacki architekt tworzący w stylu secesji.

## Życiorys
Był uczniem Ottona Wagnera. Współzałożyciel w 1897 stowarzyszenia Secesja Wiedeńska, dla którego zaprojektował Budynek Secesji złożony z kilku wielkich prostopadłościennych bloków bez okien (1898-1899). W jego zwieńczeniu znajdowała się ażurowa, wykonana z pozłacanego żelaza kopuła przypominająca kształtem olbrzymie kuliste, ostrzyżone drzewo laurowe. Budowlę cechował rytm wielkich brył o prostych, geometrycznych formach. Twórczość Olbricha cechowało zamiłowanie do pudełkowych form oraz ornamentyki geometrycznej z wykorzystaniem kół i kwadratów. Łączył architekturę z malarstwem i rzeźbą, zgodnie z obowiązującą w secesji zasadą łączenia w jednolite dzieło różnych gałęzi sztuki. Na przełomie 1902/1903 wziął udział w wielkiej wystawie sztuki secesyjnej w Moskwie, gdzie zaprezentował pokój stołowy z wyposażeniem dębowym.
Jest autorem budynków na pierwszą wystawę kolonii artystycznej Darmstädter Künstlerkolonie, zorganizowanej w 1901 w Darmstadt:
- pawilonu wystawy,
- bramy powitalnej, prowadzącej na wystawę,
- osiedla willowego Mathildenhöhe (Olbrich zaprojektował tam wszystkie wille, poza jedną, zaprojektowaną przez Petera Behrensa),
- tzw. Wieży weselnej na wzgórzu św. Matyldy, stanowiącej logo miasta.

## Przypisy

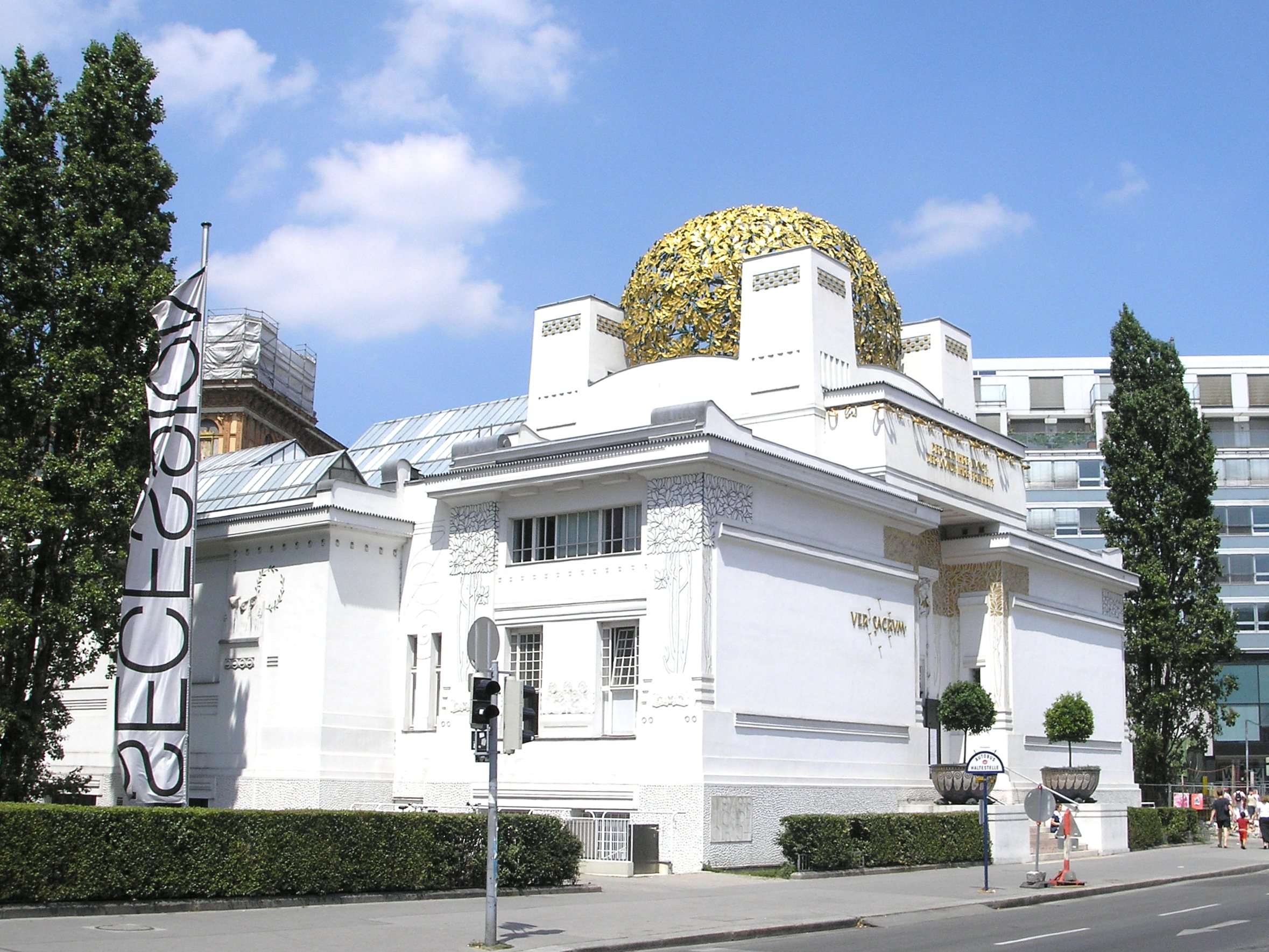
Wiedeński Budynek (Pawilon) Secesji
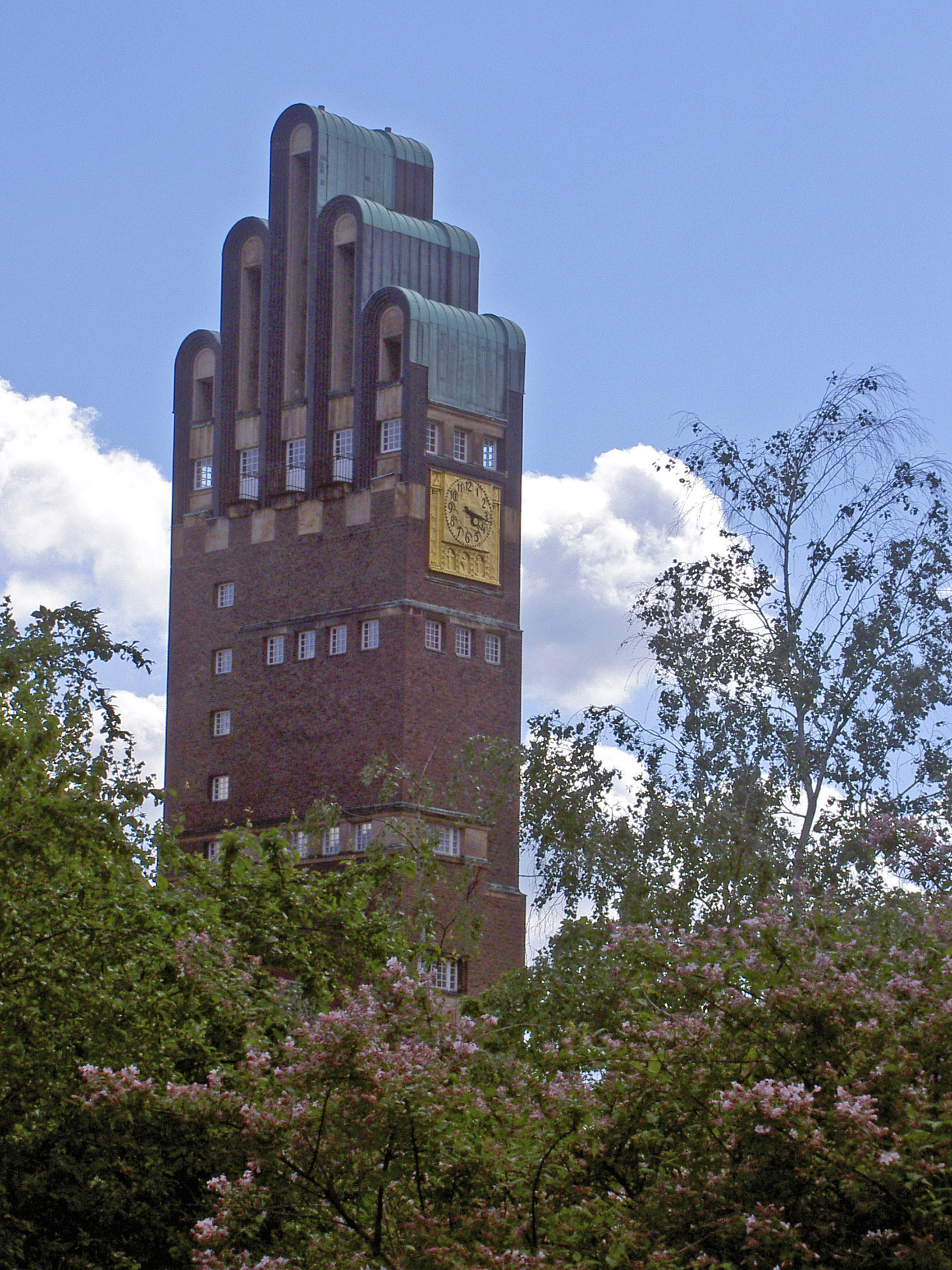
Wieża weselna w Darmstadt, 1901
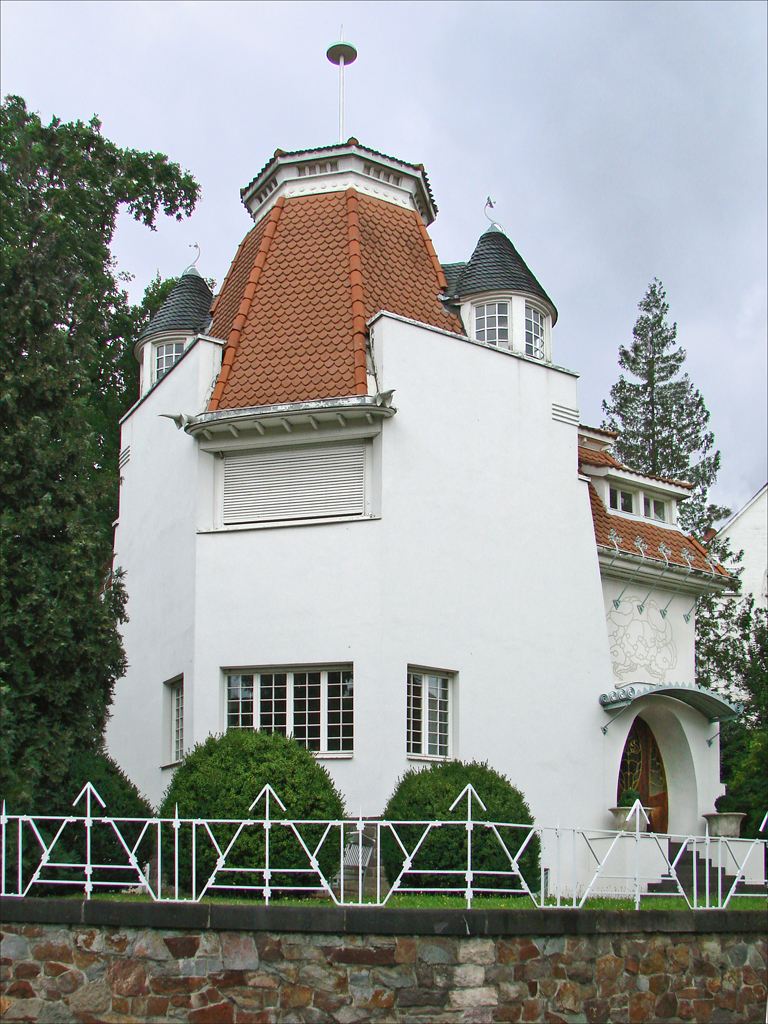
Dom Deiters w Darmstadt